# Aníbal de Primio Beck
Aníbal de Primio Beck (Santa Maria, 22 de dezembro de 1902 — 2 de janeiro de 1971) foi um proprietário rural, empresário, jornalista e político brasileiro, que foi senador pelo estado do Rio Grande do Sul.

## Biografia
Filho de Osvaldo Frederico Beck e de Luísa Di Primio Beck, bacharelou-se pela Faculdade de Direito de Porto Alegre. Proprietário rural, criador, comerciante e industrial, colaborou também na imprensa gaúcha.
Foi conselheiro municipal em Porto Alegre. Em 1936, foi secretário de Agricultura, Indústria e Comércio do Rio Grande do Sul no governo de José Antônio Flores da Cunha.
Dirigiu diversas empresas, tendo sido diretor-presidente do jornal A Hora, de Porto Alegre.
Nas eleições de outubro de 1950, elegeu-se suplente do senador pelo Rio Grande do Sul, Alberto Pasqualini, pelo PTB. Foi secretário de Obras Públicas do Rio Grande do Sul de 1951 a 1955, no governo de Ernesto Dornelles.
Com o licenciamento de Pasqualini, assumiu o mandato de senador em 19 de junho de 1956, cumprindo o mandato até o fim da legislatura, em 31 de janeiro de 1959.
Casou-se com Marta Py da Cunha Beck, com quem teve quatro filhos.